# Micomalo
.

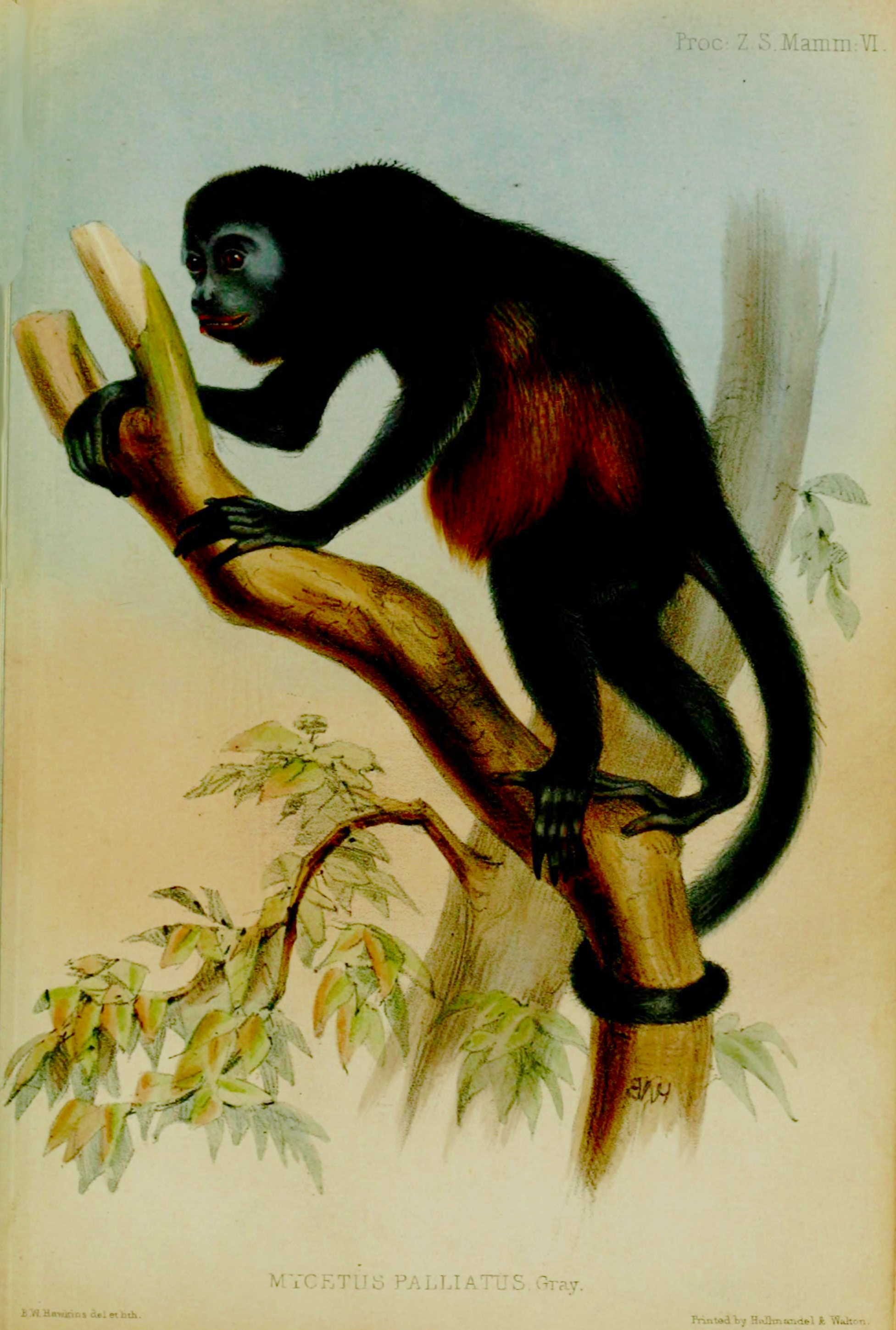
La imagen de este mono pareciera recordar la leyenda del Micomalo

El Micomalo (escrito también Mico Malo) es un animal fantástico del folclor costarricense, que el pueblo imaginaba como un mono enorme y horrible, de ojos color de fuego y pelo negro y erizado, que deja huellas incandescentes como quemaduras. En otras fuentes se le describe como un «león de falda», una especie de león infernal desnudo de pelo, de color negro y ojos encendidos. Otras descripciones lo caracterizan como un monito pequeño, de color blanco, con cuernos y cola en forma de flecha, ojos rojos y uñas grandes y filosas.

La leyenda cuenta que el Micomalo suele aparecer por las noches, rondando casas y puentes, lanzando terribles aullidos, columpiándose entre las ramas de los árboles, para luego lanzarse sobre los viandantes y hacerles daño. En otras historias, se dice que puede ser invocado como cómplice y enviarlo a atacar a otras personas.
La leyenda del Mico Malo está emparentada con las leyendas centroamericanas de brujas que se transforman en monas, monstruos de apariencia simiesca que se aparecen por las noches en los caminos para hacer daño a los viajeros nocturnos, con la salvedad de que entre el pueblo costarricense se cree que el Mico Malo es el mismo Diablo en persona con la apariencia de mono, o bien, un enviado del demonio que atormenta a los matrimonios que pelean mucho. Otras versiones afirmaban que el Mico Malo era un espanto que se aparecía solamente a las parejas que vivían en unión de hecho o parejas de novios que tenían hijos sin haberse casado, de modo que tenía una función moralista en favor del matrimonio católico.